# Kuroneko to Tsuki Kikyu wo Meguru Boken
Albums de Yui Horie
Mizutamari ni utsuru sekai
(2000) Sky
(2003)
Compilations par Yui Horie
Ho?
(2003)
Singles
Kuroneko to Tsuki Kikyu wo Meguru Boken (黒猫と月気球をめぐる冒険) est le 2e album solo de Yui Horie, sorti sous le label Star Child le 29 novembre 2001 au Japon.

## Présentation
L'album arrive 15e à l'Oricon et reste classé 3 semaines. Il contient en majorité des titres inédits ainsi qu'une nouvelle version des chansons Love Destiny et Tsubasa présentent sur son single Love Destiny.

## Liste des titres
| 1.  | Asa no Koe (朝の声)                      | Kumoko (雲子)             | Kumoko (雲子)            | 1:15 |
| 2.  | Kono Yubi Tomare (この指とまれ)          | Kumoko (雲子)             | Kumoko (雲子)            | 4:05 |
| 3.  | Fake Fur (フェイク・ファー)              | Yuki Matsuura (松浦有希)  | Yuki Matsuura (松浦有希) | 5:14 |
| 4.  | Pure                                     | Satomi Arimori (有森聡美) | Expo                     | 5:02 |
| 5.  | Love Destiny (Album Mix)                 | Chinatsu Itou (伊藤千夏)  | Chinatsu Itou (伊藤千夏) | 4:34 |
| 6.  | Gravity                                  | Yuki Matsuura (松浦有希)  | Yuki Matsuura (松浦有希) | 4:43 |
| 7.  | Tsubasa (Album Mix) (翼)                 | Satomi Arimori (有森聡美) | Hiroo Ikeda (池田浩雄)   | 4:39 |
| 8.  | Tsuki no Kikyuu (月の気球)               | Kumoko (雲子)             | Kumoko (雲子)            | 5:20 |
| 9.  | Donna Koto Datte (どんなことだって)      | Kumoko (雲子)             | Kumoko (雲子)            | 3:33 |
| 10. | Kokoro no Kagi (心のカギ)                | Kumoko (雲子)             | Kumoko (雲子)            | 4:55 |
| 11. | So depecher                              | Satomi Arimori (有森聡美) | Expo                     | 4:41 |
| 12. | Atarashii Door e... (新しいドアへ・・・) | Kumoko (雲子)             | Expo                     | 5:59 |
| 13. | Kosaji Ippai no Yuuki (小さじ一杯の勇気) | Kumoko (雲子)             | Kumoko (雲子)            | 2:38 |